# Де свобода?
«Де свобода?» (італ. Dov'è la libertà...?) — італійська комедійна драма 1954 року, поставлена режисером Роберто Росселліні з видатним італійським коміком Тото в головній ролі.

## Сюжет
Перукаря Сальваторе Лойяконо (Тото) судять за незвичайним звинуваченням: «вторгнення» до в'язниці. Щоб прояснити ситуацію для суддів, він розповідає про недавні події у своєму житті.
Отримавши 25 років за вбивство найкращого друга, який «збезчестив» його улюблену дружину Аїду, Сальваторе був достроково звільнений за гарну поведінку — за три місяці до закінчення терміну покарання. Він повертається до Рима, де нічого не впізнає. Він знайомиться з повією, яка приводить його на танцювальний марафон. Танцюристи на ногах вже 41-й день підряд (вони сплять по 15 хвилин на годину). Сальваторе дає їм певну суму грошей, але імпресаріо, який повинен був повернути йому борг і відшкодувати усі витрати, зникає, не залишивши адреси. Оркестр не хоче грати безкоштовно, і музика несподівано обривається. Танцюристи відмовляються припиняти марафон і розходитися по домівках. Нарешті їх забирають в поліцію разом з Сальваторе. Комісар нагадує Сальваторе, що той зобов'язаний регулярно відмічатися в поліцейському відділку, і підказує йому пансіон, де можна оселитися. Сальваторе зустрічає колишнього сусіда по камері, і той намагається втягнути його в аферу з фальшивими банкнотами. Він підробляє тим, що підстригає сусідів по пансіону. Але ті, дізнавшись про те, де він провів останні 25 років, відмовляються від його послуг. Сальваторе доглядає за донькою домогосподарки і вигадує для неї пісню. Домогосподарка виставляє його на вулицю. На ринку, де торгують тваринами, він зустрічає трьох братів Торкваті, родичів його дружини (вона померла, поки він сидів у в'язниці). Вони, схоже, радіють зустрічі і запрошують його пожити у них. Але з цієї миті Сальваторе чекає одне розчарування за іншим. Він дізнається, що обожнювана дружина була йому невірна і її сім'я збагатилася під час війни за рахунок депортованих євреїв. Нарешті, юна Агнезіна, яку познайомили з ним і яку він вважав безневинною, як перший сніг, виявляється вагітною від Торкваті. Сальваторе зовсім не подобається життя на волі, і одного разу вночі, видавши себе за начальника, він повертається до в'язниці і до рідної камери.
Закінчивши розповідь, Сальваторе вислуховує рішення суддів, які вимагають з нього сплати штраф. Щоб потрапити за ґрати, він нападає на адвоката. Після цього він, нарешті, може легально повернутися в любу йому в'язницю.

## У ролях
| • Тото                       | … | Сальваторе Лойяконо |
| • Ніта Довер                 | … | проститутка         |
| • Леопольдо Трієсте          | … | Абрамо Піперно      |
| • Віра Молнар                | … | Агнезіна            |
| • Джакомо Рондінелла         | … | ув'язнений-співак   |
| • Франка Фальдіні            | … | Марія               |
| • Вінченцо Таларіко          | … | адвокат             |
| • Фернандо Мілані            | … | Отелло Торкваті     |
| • Еугеніо Орланді            | … | Ромоло Торкваті     |
| • Джакомо Габрієллі          | … | Торквато Торкваті   |
| • Аугуста Манчіні            | … | пані Тереза         |
| • Інес Таргас, Фред і Аронна | … | танцюристи          |

## Знімальна група
- Автори сценарію — Вітальяно Бранкаті, Енніо Флаяно, Антоніо П'єтранджелі, Вінченцо Таларіко за сюжетом Роберто Росселліні
- Режисер-постановник — Роберто Росселліні
- Продюсери — Діно Де Лаурентіс, Карло Понті
- Оператори — Альдо Тонті, Тоніно Деллі Коллі
- Композитор — Ренцо Росселліні
- Монтаж — Йоланда Бенвенуті
- Художник-постановник — Вірджиліо Марчіні, Флавіо Могеріні
- Художник-декоратор — Армандо Сушіпі

## Про фільм
В результаті розбіжностей між Р. Росселліні та продюсером Карло Понті та втрати інтересу до фільму з боку режисера, окремі сцени фільму були зняті Маріо Монічеллі та Федеріко Фелліні.